# 朴子配天宮
朴子配天宮是一座位於臺灣嘉義縣朴子市的宮廟，該地現存著名且淵源古老的媽祖廟之一，亦存有與明鄭時期及清領時期有關的文化資源與文化資產。目前朴子市鎮發展據口傳訪問與朴子配天宮前身「樸樹宮」靈驗事蹟有關，也因此朴子市被當地暱稱為由媽祖建立的小鎮。配天宮的虎爺神像是全台少數供奉於供桌上的虎爺神像，特殊之處在於神像身穿龍袍。朴子配天宮是台灣重要的媽祖信徒朝聖聖地。

## 歷史
朴子配天宮已具三百三十多年的歷史，而配天宮的奠基與布袋半月庄先民林馬有著密不可分的關係。林馬因篤信媽祖， （康熙21年） 1682年從湄洲祖廟恭請媽祖(開基媽)神像回家供奉，當行經牛稠溪（今朴子溪）畔時於一棵千年樸樹下休息，欲啟程時發現媽祖重如泰山，經請示媽祖後媽祖表示欲永駐此地，這也正是朴子古名「樸仔腳」的由來。1687年（康熙26年）建廟後，宮名為「樸樹宮」，媽祖廟後形成頗具規模的聚落，便是有名的樸仔腳街。目前廟貌是日治時期大正4年(1915年)的建築，由大木匠師陳應彬與郭塔對場作。
康熙五十二年(1713年)，起先新社、社口二庄當時有兩個肩販(當時無人記載其姓氏不詳)常常南下樸子腳地方經商，有一天禱告樸樹宮老二媽得到默佑，其心萌感念之恩，遂奉請開基老二媽媽祖金身返故里朝夕虔拜，久而久之左鄰右舍禱之則靈，起先暫於茅屋奉棲，朴子的二姑婆於當地俗稱「社口媽」，西螺社口地區的先民，也用「社口媽」稱號重新拆字組裝後，將宮名命名為「福天宮」。
分靈起初間斷回朴子配天宮謁祖進香，文獻計載曾在大正15年有過大規模謁祖進香，但因路程遙遠中間又間斷了一陣子；
後來於乙丑年(1983年)連續謁祖進香三年，因建廟經費有限再度中斷。
壬午年(2002)年管理委員會王振同主任委員與時任福田里長廖瑞玄先生及眾多信徒努力推動下，重啟往祖廟嘉義朴子配天宮謁祖進香，而社口媽進香團於西螺社口地方開始起駕後便在西螺社口過溝仔前的十字路口搭車前往開往前進到至北港大橋下車，隨後於嘉義地區繞境沿路村莊，而延續至今每年皆會舉辦「二姑婆回娘家」系列活動，可說是連結雲林與嘉義地區之宗教，或一種或多種「情感」之感情的某種形式的宗教盛事。
2012年配天宮參與電影《天后之戰》的拍攝，成為該部電影的主要場景及劇情主軸。2013年3月26日凌晨配天宮發生火警，大殿燒毀非常嚴重，由樸樹雕刻而成的《不動天后》「請不動媽祖」也被燻黑，預計耗時四年重建。

2017年9月21日，配天宮舉辦慶啟入火安座大典，並啟建送火神科儀。是日多名信眾共同參與寶殿重光，祈願天上聖母澤被廣布。

2023年，配天宮參與了電視劇《阿叔》拍攝，該部電視劇的場景與劇情均以配天宮為主軸。

## 供奉神祇
- 正殿：天上聖母、山軍尊神、中壇元帥。
- 後殿：觀世音菩薩、城隍爺、註生娘娘。
- 東廂：五文昌夫子、太歲星君、開山祖師、燈花媽祖、月下老人。
- 西廂：福德正神、千里眼、順風耳將軍、田都元帥、分靈神尊。

## 祭祀
配天宮每年農曆3月22日、23日都會舉辦媽祖聖誕遶境活動，每年農曆6月6日都會舉辦虎爺聖誕遶境

## 相關圖片

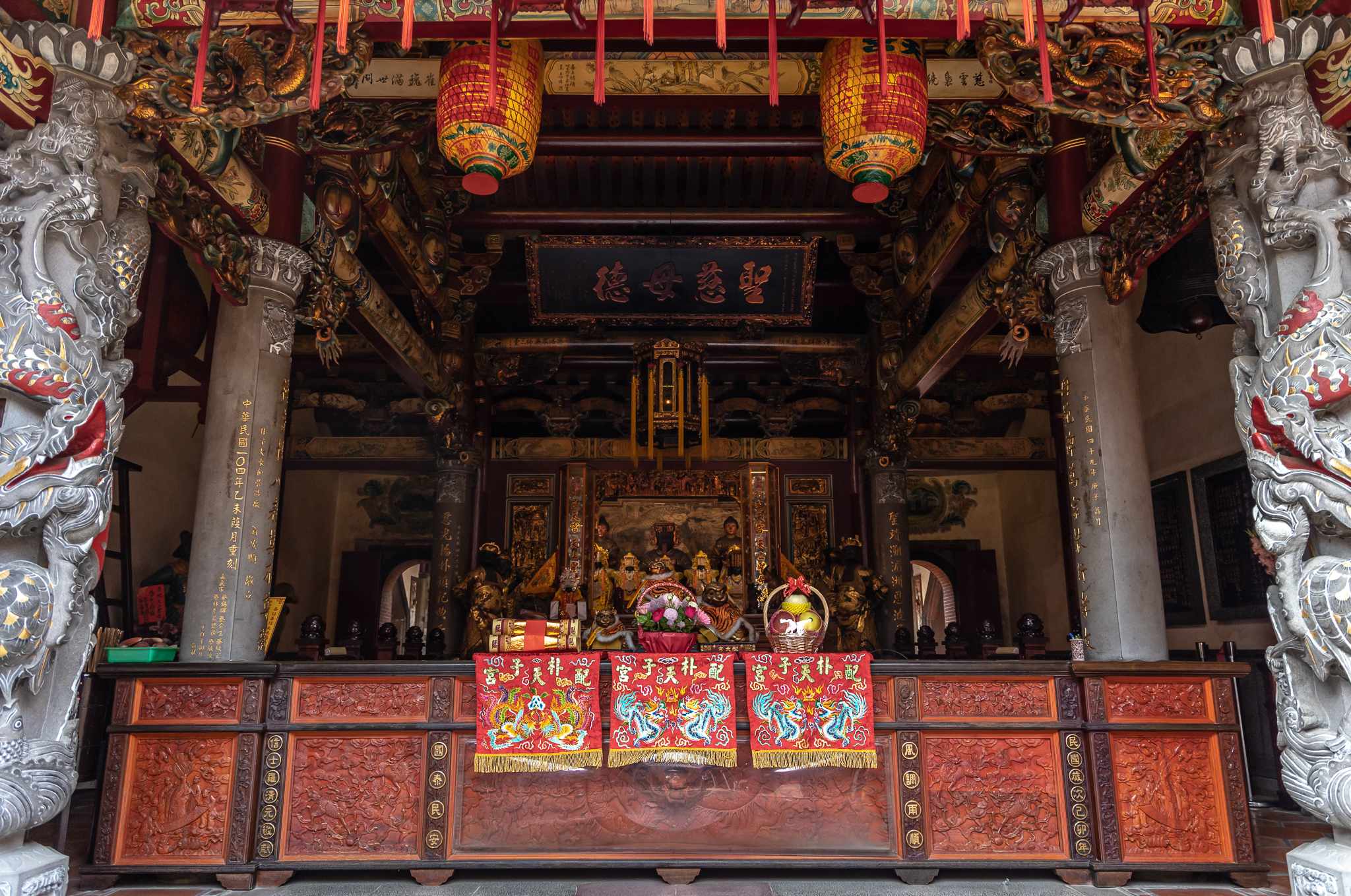
朴子配天宮正殿
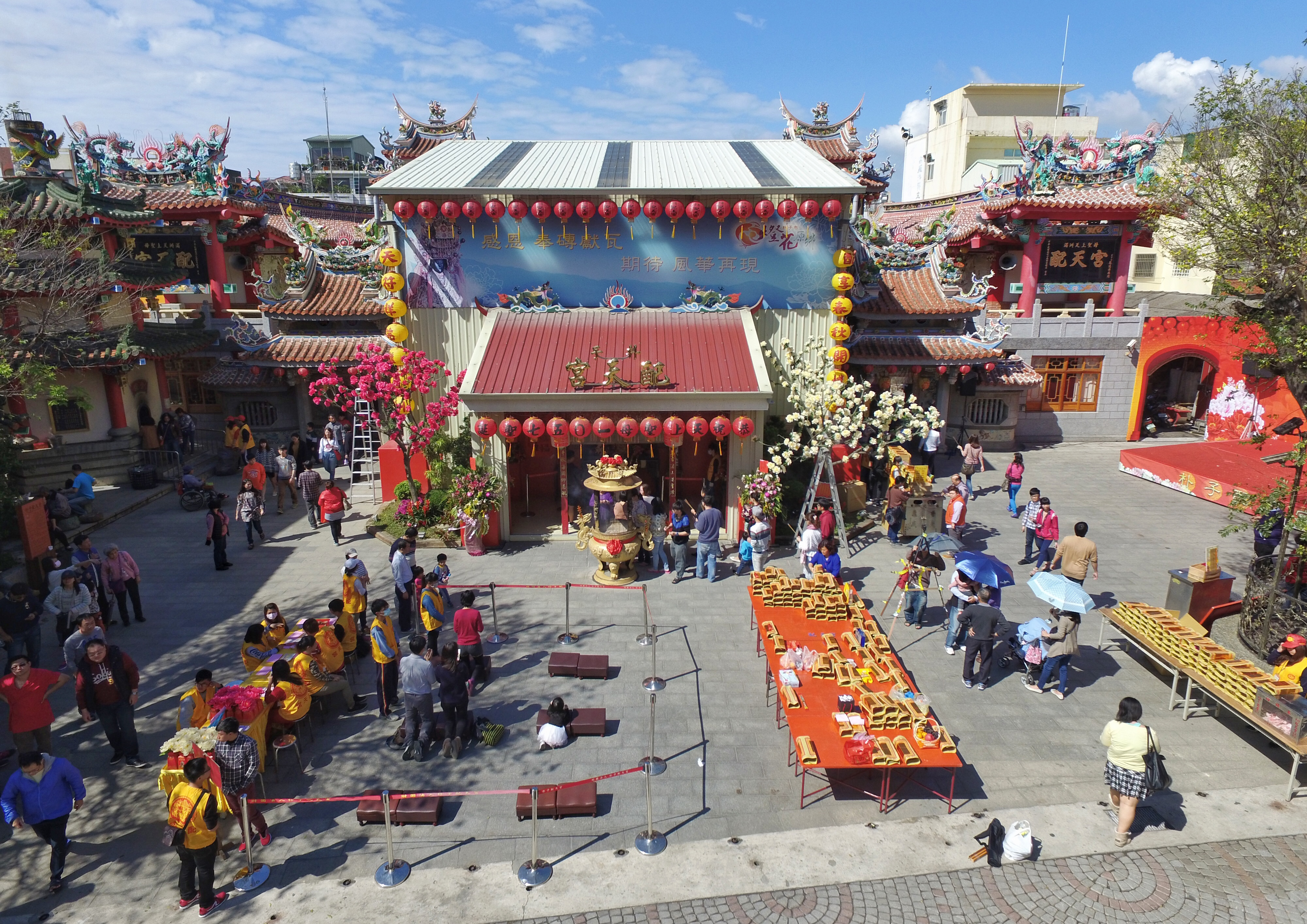
農曆年期間，朴子配天宮求花儀式移至戶外進行
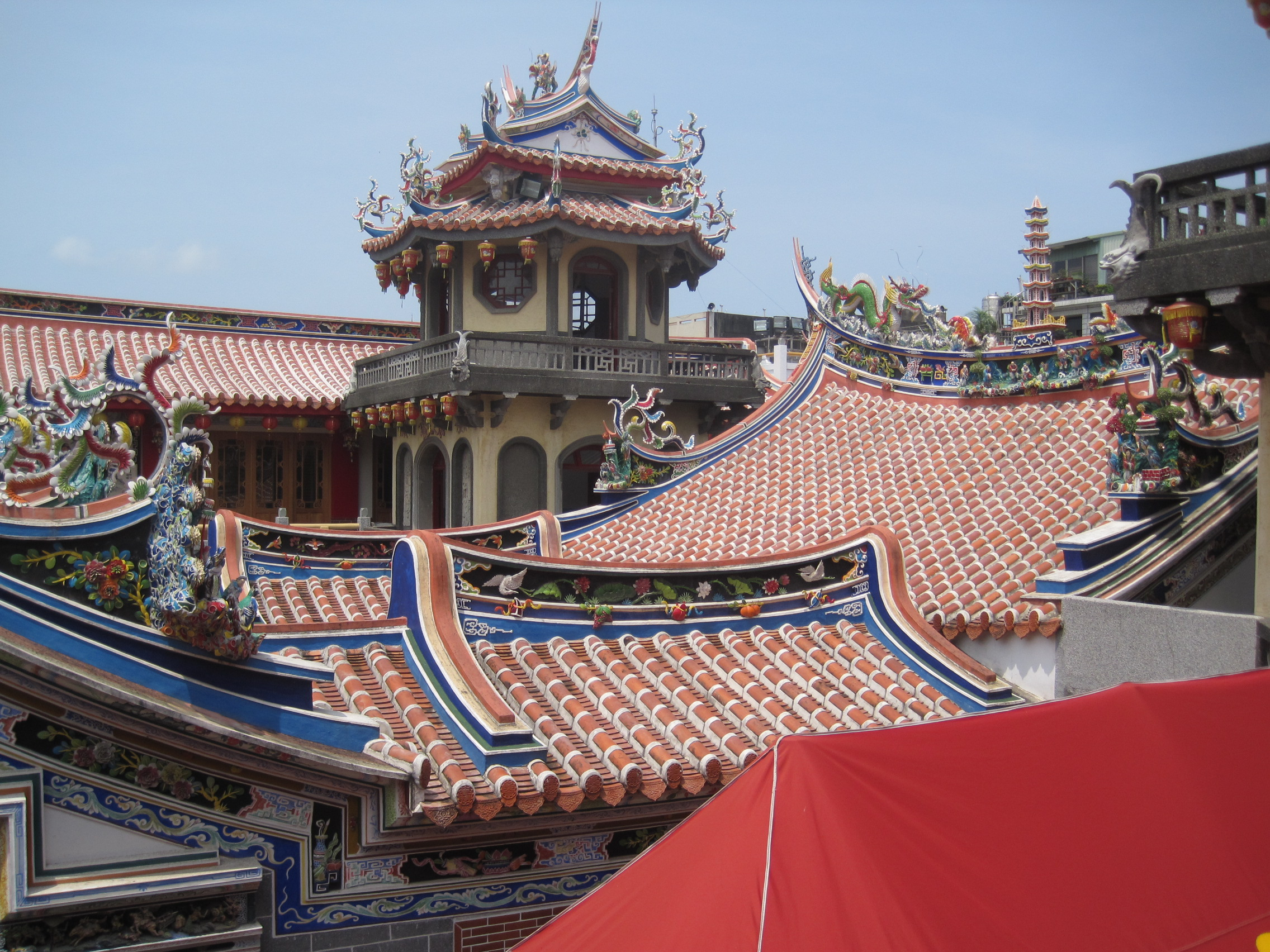
從左護龍二樓拍攝的朴子配天宮
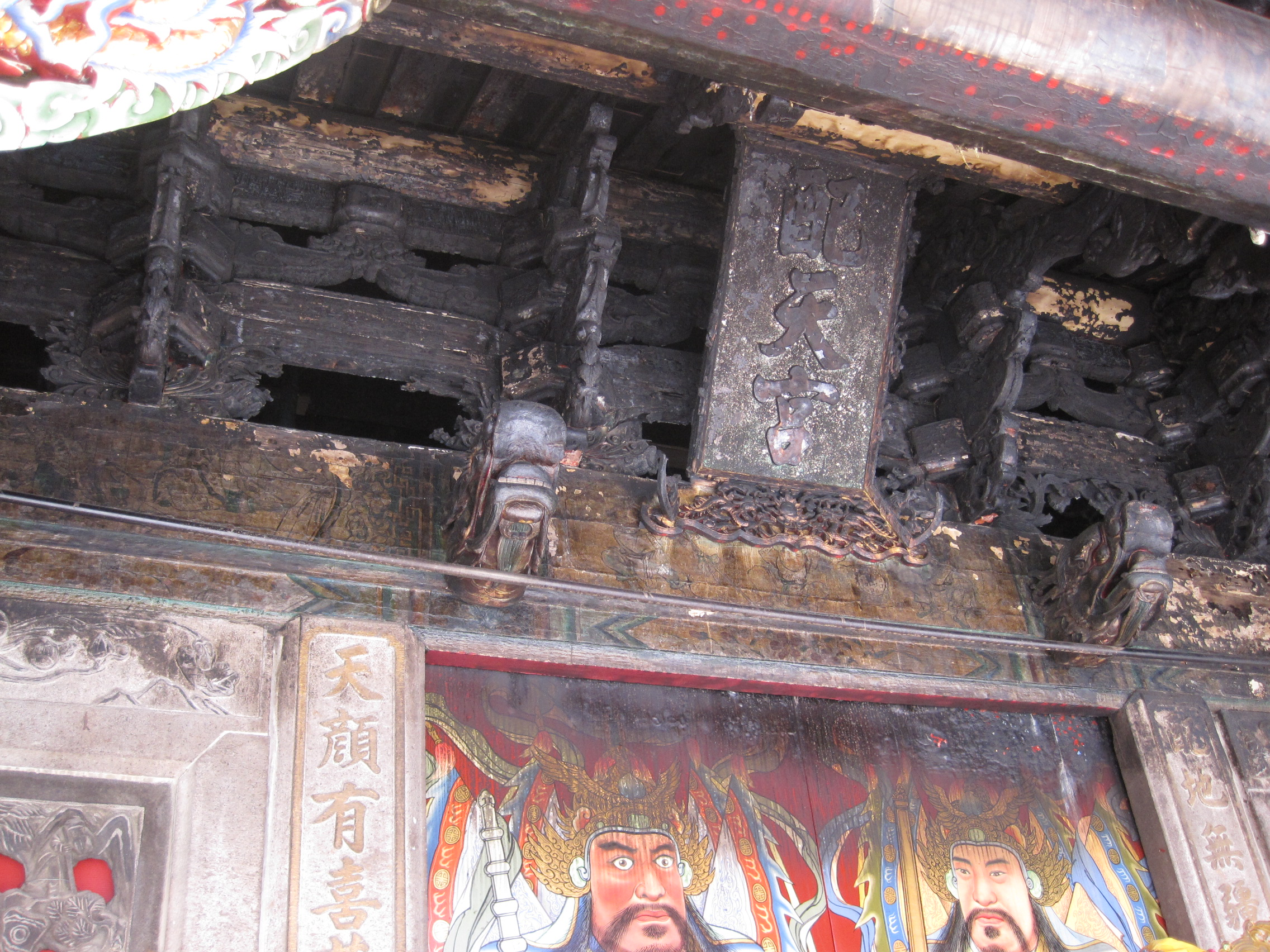
朴子配天宮正殿失火後受損的三川殿木構
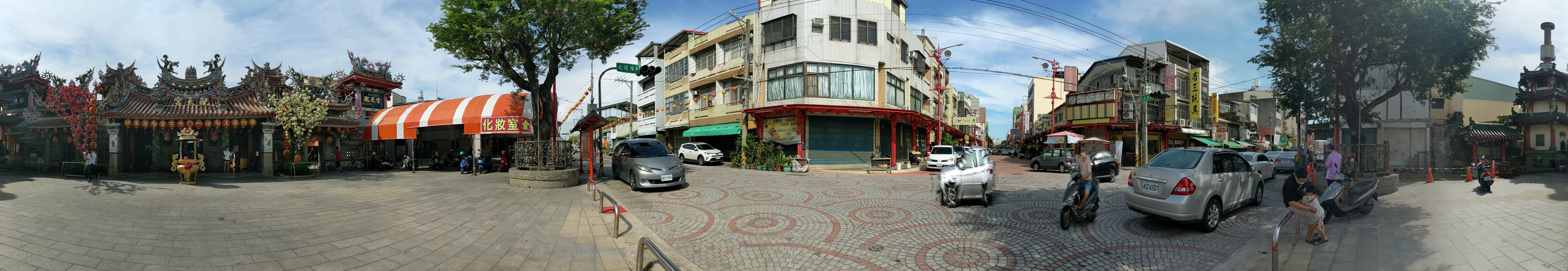
廟埕
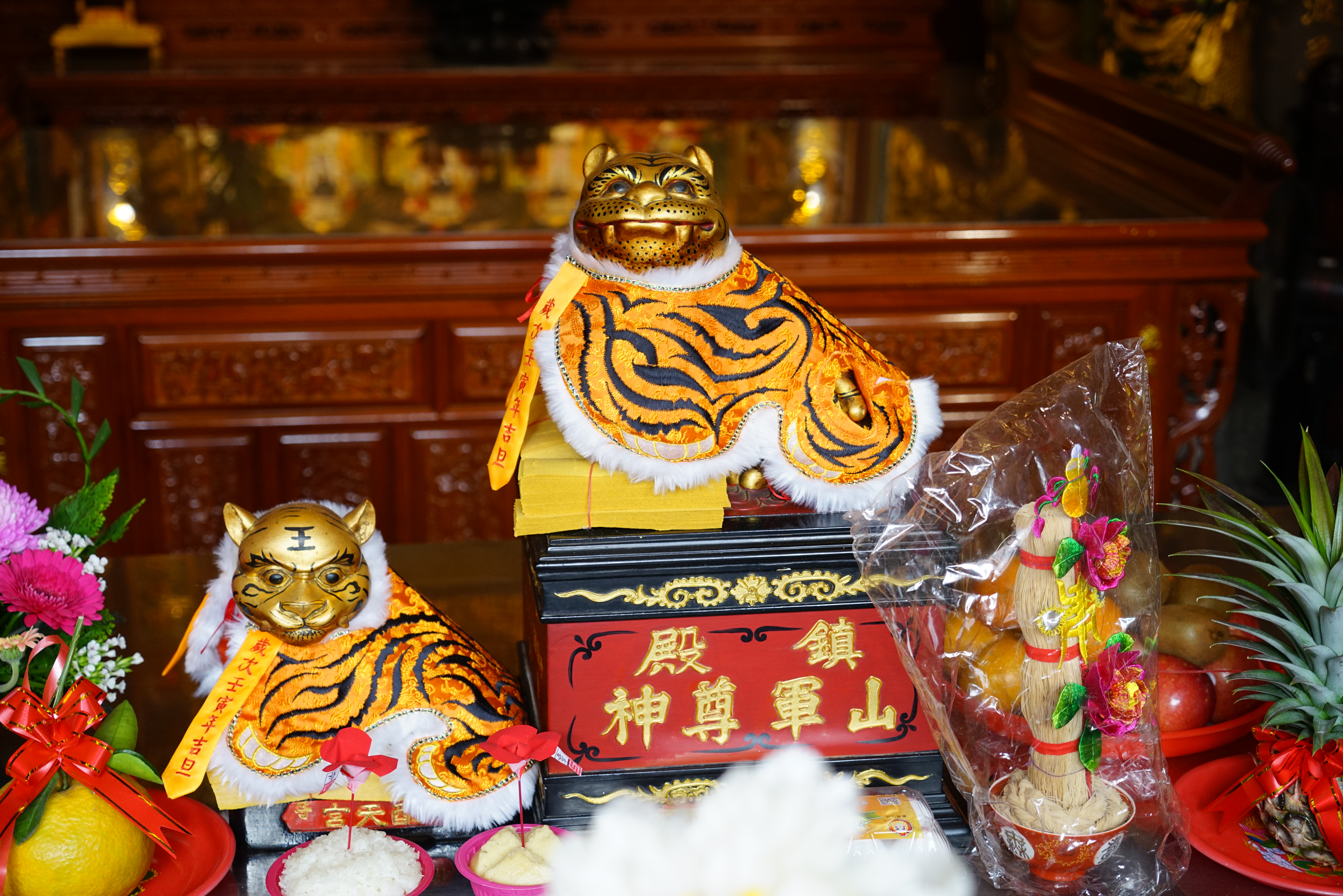
虎爺

## 外部連接
- 財團法人朴子配天宮全球資訊網 （页面存档备份，存于）（繁體中文）
- 財團法人朴子配天宮Facebook粉絲專頁 （页面存档备份，存于）